# Haslital

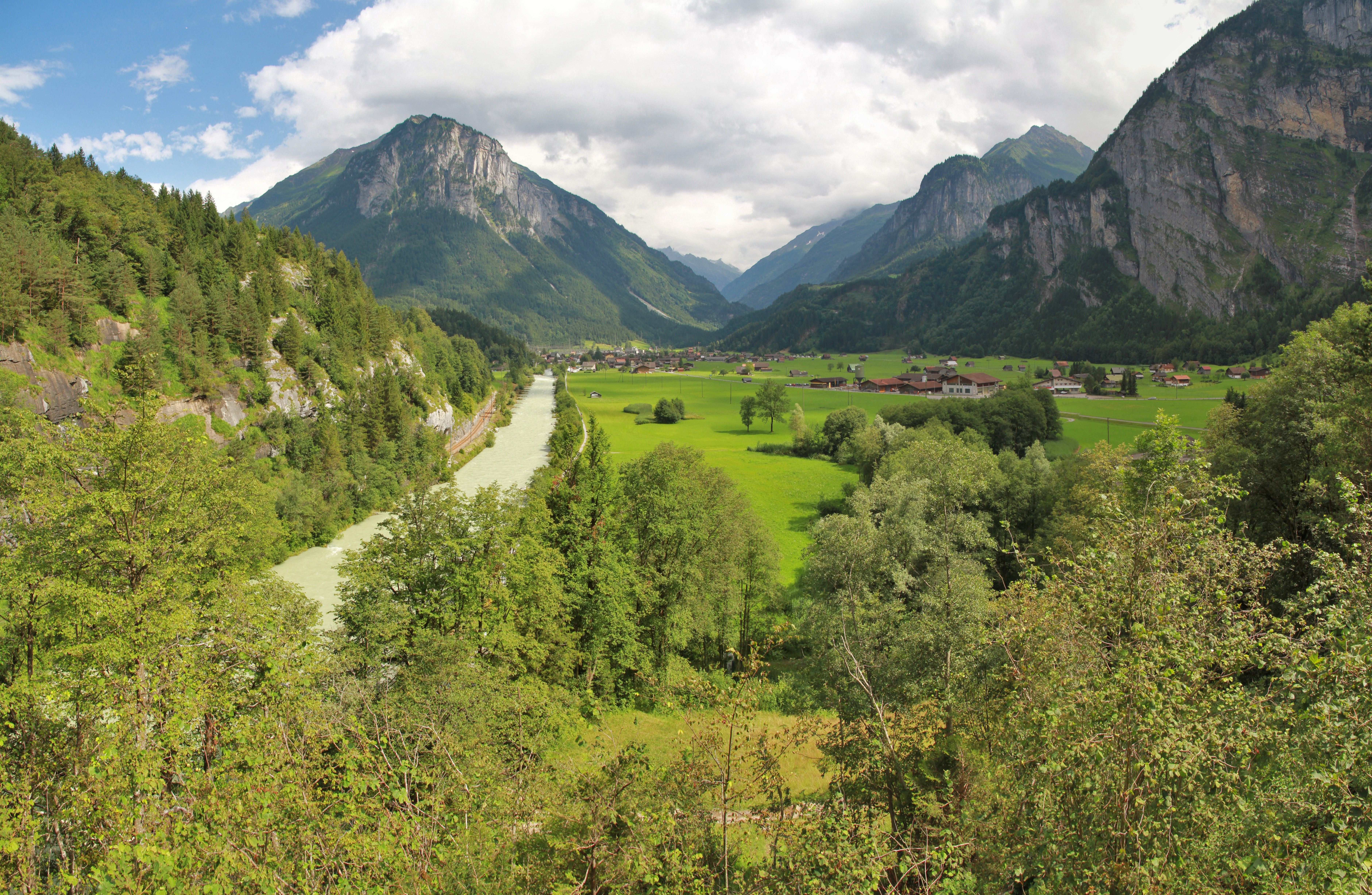
Das Haslital von der Aareschlucht aus talaufwärts gesehen

Das Haslital ist der obere Teil des Aare-Tales inklusive seiner Seitentäler etwa zwischen dem Grimselpass und Meiringen im Kanton Bern (Schweiz).

## Geschichte
Der Sage nach erfolgte eine Besiedlung des Haslitals während der Völkerwanderung durch Schweden oder Friesen. Diese Geschichte entstand zusammen mit vielen anderen Gründungslegenden im Rahmen des entstehenden Selbstbewusstseins der einzelnen Orte der heutigen Zentralschweiz während des Konzils von Basel, als insbesondere die Heldenlegenden Schwedens auf Beachtung stiessen und von Bischöfen anderer Regionen übernommen wurden: Schwyz stammte demnach von den Goten in Schweden ab, die als erste das Christentum übernommen hätten, das Oberhaslital wurde von Friesen, die mit jenen Schweden nach Süden zogen, besiedelt, und die Hunnen zogen nach Uri. Im 13. Jahrhundert war die Kirche von Meiringen im Besitz des deutschen Kaisers und damit reichsfrei. Im Jahre 1275 schloss das Hasli ein Bündnis mit der Stadt Bern. Nach dem Verlust der Reichsfreiheit 1310 übernahm die Stadt Bern 1334 die Pfandschaft. Das Haslital wurde bernisches Untertanenland. Es stellte im Laupenkrieg 1339 ein Kontingent von 300 Mann.
Während der Reformation dominierten im Haslital die Altgläubigen, was Bern nicht duldete und die Reformation erzwang.
Zur Zeit der Helvetik wurde das Haslital ein Teil des Kantons Oberland.
Nach der Mediationsverfassung entwickelte sich die neue Ordnung nur langsam. 1833 wurde die Landschaft Hasli nun Amtsbezirk Oberhasli mit den sechs Gemeinden Gadmen, Guttannen, Meiringen, Innertkirchen, Hasliberg und Schattenhalb.
Politische Ruhe kehrte erst mit der Bundesverfassung von 1848 ein.

## Tourismus

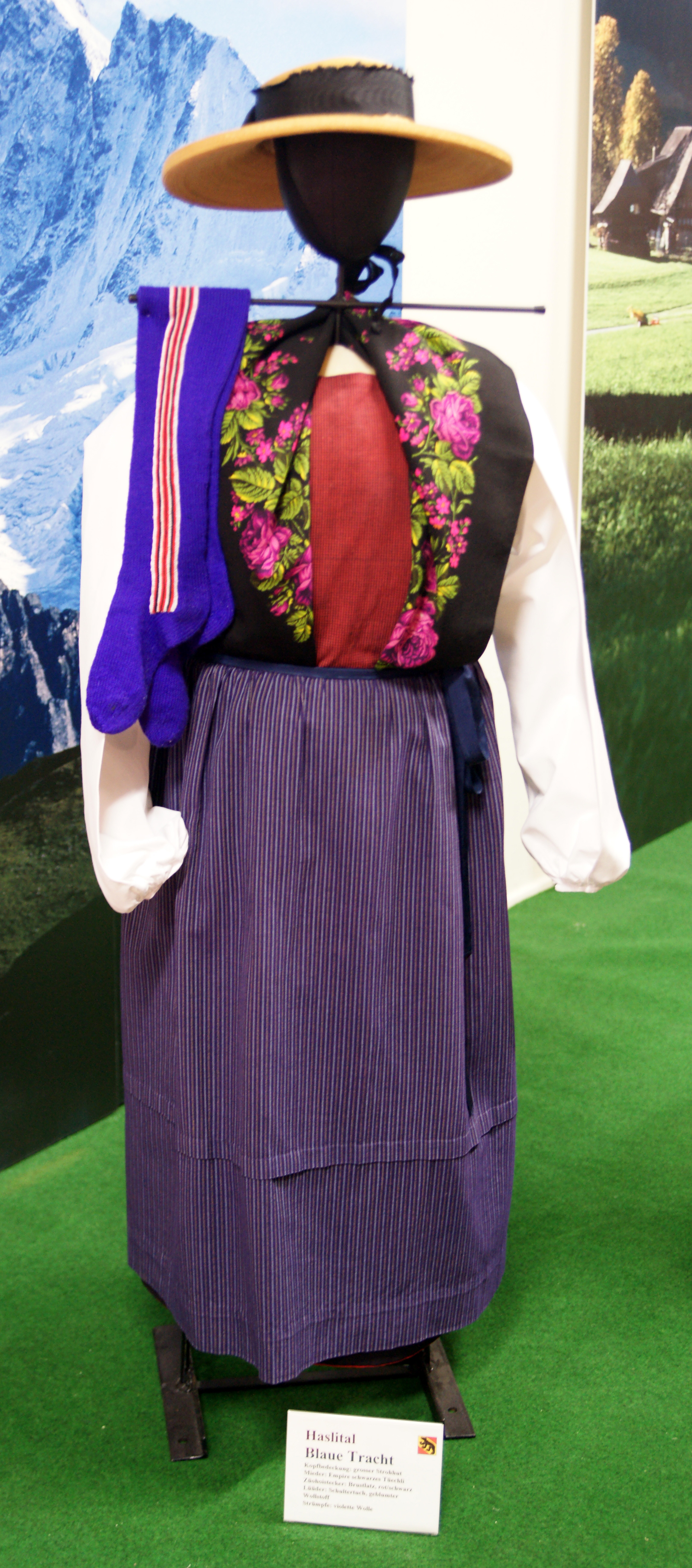
Haslitaler Blaue Tracht

Seit dem 13. September 2007 heisst die Tourismusregion Brienz-Meiringen-Hasliberg Haslital. Berner Oberland. Der Schriftzug wird mit der Alpenblume Edelweiss und dem Schweizerkreuz zur Destinationsmarke und nimmt zudem eine geographische Bezeichnung auf, die bereits früher für das ganze Gebiet vom oberen Brienzersee bis zu Grimsel und Susten verwendet wurde.
2012 verordnete der Regierungsrat des Kantons Bern den Zusammenschluss der Tourismusdestinationen Interlaken (Interlaken Tourismus, TOI), Jungfrau-Region (Jungfrau Region Tourismus AG, JRMAG) und Haslital (Haslital Tourismus), da eine Reduktion der Destinationen im Kanton von zehn auf fünf vorgesehen war.
Per 2014 konnten die lokalen Tourismusorganisationen aber den Regierungsrat überzeugen, für das Oberland-Ost die Destinationen Interlaken und Jungfrau-Region beizubehalten. Allerdings forderte der Regierungsrat eine Marketingkooperation. Dem Haslital steht es frei, über einen Beitritt selbst zu entscheiden, doch bliebe es alleinstehend keine Einrichtung laut Tourismusentwicklungsverordnung.

## Wasserkraftwerke
Das Haslital, insbesondere mit den Stauseen am Grimselpass, sowie das zum Sustenpass führende Gadmertal gehören zum Einzugsgebiet der Kraftwerke Oberhasli AG (KWO), Innertkirchen, mit ihren Wasserkraftwerken am Grimsel, in Handegg und in Innertkirchen.
Die Anlagen bilden eines der komplexesten Wasserkraftsysteme der Alpen. In zahlreichen Bauetappen entstanden seit der Gründung im Jahre 1925 neun Kraftwerke, acht Speicherseen, 150 km Stollen, Hunderte von Kilometern Rohrleitungen sowie Strassen und Seilbahnen. Jährlich produziert die KWO Strom aus Wasserkraft für mehr als 1,2 Millionen Menschen.

## Kultur
Gegen Ende des Jahres findet im Haslital das Trycheln statt, ein traditioneller Umzug, mittels dessen böse Geister vertrieben werden sollen.
Das Haslideutsch ist der lokale Dialekt. Otto Hopf sammelte davon von 1879 bis 1894 die Ausdrücke für ein Wörterbuch. So heisst beispielsweise „nitschen“ im Haslideutsch klopfen, oder „nitrazig“ bedeutet nichtsnutzig.